# Кузов, Демьян Васильевич
Демьян Васильевич Кузов (1909—1979) — подполковник Советской Армии, участник Великой Отечественной войны, Герой Советского Союза (1945).

## Биография
Демьян Кузов родился 1 ноября 1909 года в деревне Льгово (ныне — Кашинский район Тверской области). После окончания начальной школы работал сначала сапожником в Кимрах, затем бригадиром в колхозе. В 1931—1934 годах служил в Рабоче-крестьянской Красной Армии. В 1932 году Кузов окончил полковую школу. Демобилизовавшись, проживал и работал в Новгородской области. В октябре 1941 года Кузов повторно был призван в армию. С мая 1942 года — на фронтах Великой Отечественной войны. В июле того же года подо Ржевом был тяжело ранен и контужен. Окончил курсы «Выстрел».
К апрелю 1945 года гвардии майор Демьян Кузов командовал 180-м гвардейским стрелковым полком 60-й гвардейской стрелковой дивизии 5-й ударной армии 1-го Белорусского фронта. Отличился во время штурма Берлина. 16-28 апреля 1945 года полк Кузова прорвал десять рубежей немецкой обороны, форсировал несколько рек, захватил 7 крупных населённых пунктов. Войдя в Берлин с восточной стороны, полк первым вышел к Шпрее.
Указом Президиума Верховного Совета СССР от 31 мая 1945 года за «умелое командование полком, отвагу и мужество, проявленные при штурме Берлина», гвардии майор Демьян Кузов был удостоен высокого звания Героя Советского Союза с вручением ордена Ленина и медали «Золотая Звезда».
В июне 1946 года в звании подполковника Кузов был уволен в запас. Проживал в Кашине, работал на Кашинском заводе электроаппаратуры. Умер 6 мая 1979 года.
Был также награждён орденами Красного Знамени, Суворова 3-й степени, Отечественной войны 1-й степени, Красной Звезды, рядом медалей.
В честь Кузова названа набережная в Кашине.